# Muzikantská Liduška
Muzikantská Liduška je vesnická povídka Vítězslava Hálka z roku 1861. Povídka patří k nejznámějším Hálkovým povídkám. V minulosti byla i zfilmována.

## Děj
Jedná se o příběh Lidušky Staňkové, která měla ráda houslistu Toníka a oba si mysleli, že jejich štěstí nic nepokazí. Při jedné tancovačce došlo mezi Toníkem a selským synem Krejzou k potyčce a od té chvíle Krejza přemýšlel, jak by se Toníkovi pomstil. Začal vyjednávat s Liduščinými rodiči svatbu s jejich dcerou a ti proti sňatku nic nenamítali. Naopak, Lidušku přinutili, aby se za Krejzu provdala. Ta se proti vůli rodičů vzepřela, ale stejně k plánované svatbě došlo. Toník do poslední chvíle nevěřil, že by ho jeho dívka mohla takhle zradit. Když viděl, že svatebčané odjíždějí do kostela, zmizel a nikdo ho více nespatřil. Liduška v kostele Krejzu odmítla za manžela a vyběhla ven hledat svého Toníka, ale marně. Po všem, co v krátké době prožila, se pomátla na rozumu. Od té doby nevynechala žádnou muziku v okolí a mezi muzikanty hledala svého Toníka. Děti na ní pokřikovaly Muzikantská Liduška a z mladších lidí jen málokdo věděl, jaké neštěstí ji vlastně potkalo.

## Filmová a divadelní adaptace
V roce 1940 natočil režisér Martin Frič na motivy této povídky stejnojmenné filmové drama. V hlavních rolích Gustav Hilmar, Marie Blažková, Jiřina Štěpničková, Hermína Vojtová, Vilém Pfeiffer, Ella Nollová, Karel Černý, Gustav Nezval a další.
Existuje rovněž několik (hudebně-)divadelních adaptací, například:
- Muzikantská Liduška, opereta skladatele Jiřího Julia Fialy na libreto Jiřího Baldy, premiéra 4. května 1948 v Tylově divadle v Nuslích[2]
- Rozmarýnka, lidová zpěvohra skladatelky Slávy Vorlové na libreto V. H. Roklana, premiéra 16. ledna 1955 v Městském oblastním divadle na Kladně[3]
- Muzikantská Liduška, činohra Jiřího Havláska, premiéra 2. prosince 1972 v Krajském a oblastním divadle Český Těšín[4]
- Muzikantská Liduška, muzikál skladatele Karla Cóna na libreto Miroslava Krejči a Marie Procházkové, premiéra 5. října 2002 v Horáckém divadle Jihlava[5]